# Крутые ребята (фильм)
«Крутые ребята» — комедия 1986 года с Бёртом Ланкастером, Кирком Дугласом, Илаем Уоллаком и Чарльзом Дёрнингом в главных ролях. Режиссёр фильма — Джеф Кэнью.
На протяжении десятков лет Ланкастер и Дуглас вместе снялись в нескольких фильмах, включая «Я всегда одинок» (1948), «Перестрелка у корраля О-Кей» (1957), «Ученик дьявола» (1959) и «Семь дней в мае» (1964). В титрах к этим фильмам Дуглас всегда указывался после Ланкастера, хотя их роли были более-менее одинаковыми по величине, за исключением картины «Я всегда одинок», в которой Дуглас сыграл злодея. Фильм «Крутые парни» был их последней совместной работой.

## Сюжет
Гарри Дойл (Ланкастер) и Арчи Лонг (Дуглас) — двое гангстеров, освободившихся после 30-летнего тюремного заключения за угон поезда.
Сразу по выходе на свободу их информируют о том, как они будут жить дальше. 72-летнему Гарри предложено выйти на пенсию и поселиться в доме для престарелых, несмотря на его желание работать (в описываемый в фильме период пенсионный возраст составлял 70 лет, с тех пор законодательство изменилось), Арчи же дают разрешение на работу в кафетерии. Им также запрещено контактировать друг с другом. Это один из пунктов условно-досрочного освобождения, которые они всё равно позже нарушают.
Оба они в шоке от того, как изменился мир в период с 1956 по 1986 годы. Одежда и сексуализированный стиль жизни (Арчи заходит в свой ранее любимый бар и узнаёт, что здесь теперь гей-клуб), отсутствие уважения со стороны молодёжи, а также продвинутая технология.

## В ролях
- Бёрт Ланкастер — Гарри Дойл
- Кирк Дуглас — Арчи Лонг
- Дана Карви — Ричи Эванс
- Чарльз Дёрнинг — Дик Яблонский
- Алексис Смит — Белль
- Илай Уоллак — Леон Б. Литтл
- Дарлэнн Флюгел — Скай
- Монти Эш — Винс
- Билли Барти — Филли «Мышонок»

и калифорнийская рок-группа Red Hot Chili Peppers в роли самой себя.

## Факты
- Кенни Роджерс исполняет песню They Don’t Make Them Like They Used To, открывающую фильм.
- Red Hot Chili Peppers сыграли в фильме самих себя.
- Паровоз Southern Pacific 4449[англ.], единственный сохранившийся локомотив серии GS-4, ранее использовался для движения поезда American Freedom Train во время выставки по случаю двухсотлетия США, а сейчас находится в Портленде, Орегон.
- Машиниста паровоза сыграл Дойл Л. Маккормак, принявший наибольшее участие в реставрации SP 4449.
- После обстрела поезда сержант Яблонский кричит: «Что вы тут устроили, перестрелку у корраля О-Кей?» «Перестрелка у корраля О-Кей[англ.]» — название фильма 1957 года, в котором Кирк Дуглас и Берт Ланкастер также сыграли главные роли.